# Eatoniella poutama
Eatoniella poutama är en snäckart som först beskrevs av E. C. Smith 1962.  Eatoniella poutama ingår i släktet Eatoniella och familjen Eatoniellidae. Inga underarter finns listade i Catalogue of Life.